# Asuanska brana
Asuanska brana je nasipna brana koja se nalazi na reci Nil, kod grada Asuana, u Egiptu. Ponekad se naziva Nova asuanska brana ili Visoka asuanska brana, kako bi se razlikovala od Stare asuanske brane koju su početkom 20. veka sagradili Britanci. Ova brana je izgrađena između 1960. i 1970. godine od strane domaćeg stanovništva uz veliku pomoć SSSR-a. Kada je završena, bila je to najviša zemljana brana na svetu, nadvisujući branu Čatudž u Sjedinjenim Državama.
Prva brana kod Asuana izgrađena je u periodu od 1899. do 1902. godine, 5 km uzvodno od grada. Visoka je 54 m, ima 4 prevodnice za brodove i hidroelektranu. Nova, velika brana izgrađena 1960ih godina, 4 km uzvodno od stare, a visoka je 111 m. Gradnja asuanske brane predstavlja jedno od najvećih i najspektakularnijih dostignuća građevinarstva 20. veka. U poslednje vreme asuanska brana je predmet kontroverzi zbog erozije tla u delti Nila, odnosno povećanog zagađenja u Sredozemlju. Zvanično je otvorena 15. januara 1971. godine.
Gradnja asuanske brane predstavlja jedno od najvećih i najspektakularnijih dostignuća građevinarstva 20. veka. S druge strane, bila je povezana s nizom problema. Zbog izgradnje brane i stvaranja Naserovog jezera pretila je opasnost potapanja mnogih vrednih spomenika, uključujući kompleks u Abu Simbelu. Zbog toga je pod pritiskom Uneska sproveden kompleksni postupak premeštanja na novu lokaciju. U poslednje vrijeme Asuanska brana je predmet kontroverzi zbog erozije tla u delti Nila, odnosno povećanog zagađenja u Sredozemlju.
Dizajnirana za navodnjavanje i za proizvodnju električne energije, brana uključuje niz relativno novih karakteristika, uključujući veoma duboku zavesu za injektiranje ispod svoje osnove. Iako će se rezervoar na kraju zasuti, čak i najkonzervativnije procene pokazuju da će brana služiti najmanje 200 godina.

## Istorija
Prvi zabeleženi pokušaji regulacije protoka Nila dogodili su se još u 11. veku, ali sve do 19. veka ljudski uticaji na protok reke nisu bili veliki. Staru Asuansku branu (engl. Low Aswan Dam) projektovali su britanski inženjeri. Gradnja je započela 1898. godine i završena 1902. godine. Uskoro se pokazalo da je brana premala za zadovoljenje svih potreba, te je u dva navrata nadograđivana.
Potreba za ponovnim povišenjem brane pojavila se opet 1946. godine, ali Britanska uprava se radije odlučuje za gradnju nove veće brane uzvodno od postojeće. Gradnja nije počela jer su usledile godine prilično uzburkanih političkih događanja. Monarhija i kolonijalna vlast su svrgnuti 1952. godine. Proglašena je republika i osnovano revolucionarno veće, a 1954. godine vlast preuzima Gamal Abdel Naser. Planovi o gradnji nove brane takođe se obnavljaju 1954. godine, ali Velika Britanija i SAD iz političkih razloga odbijaju da podrže projekt. Egipat tada pomoć za gradnju traži od Sovjetskog Saveza. Financiranje brane Egipat osigurava nacionalizacijom Sueskog kanala (1956), što je bio povod za vojni napad Velike Britanije, Francuske i Izraela na Egipat (Suecka kriza), iako je Egipat ponudio nadoknadu za bivše vlasnike. Rat se pod pritiskom SAD i Sovjetskog Saveza završava povlačenjem okupacionih snaga (Francuska, Britanija i Izrael).

### Asuanska niska brana, 1898–1902
Britanci su započeli izgradnju prve brane preko Nila 1898. Izgradnja je trajala do 1902, a brana je otvorena 10. decembra 1902. Projekat je dizajnirao ser Vilijam Vilkoks i uključivalo je nekoliko eminentnih inženjera, uključujući ser Bendžamina Bejkera i ser Džona Erda, čija je firma, John Aird & Co., bila glavni izvođač.

### Preludijum Asuanske visoke brane, 1954–1960
Godine 1952, grčko-egipatski inženjer Adrijan Daninos počeo je da razvija plan nove Asuanske brane. Iako je 1946. godine Niska brana bila skoro prekrivena, vlada kralja Faruka nije pokazala interesovanje za Daninosove planove. Umesto toga, favorizovan je plan za dolinu Nila britanskog hidrologa Harolda Edvina Hersta, koji je predložio skladištenje vode u Sudanu i Etiopiji, gde je isparavanje mnogo niže. Stav Egipćana se potpuno promenio nakon svrgavanja monarhije, koju je predvodio Pokret slobodnih oficira, uključujući Gamala Abdela Nasera. Slobodni oficiri su bili ubeđeni da se vode Nila moraju uskladištiti u Egiptu iz političkih razloga i u roku od dva meseca Daninosov plan je prihvaćen. U početku su i Sjedinjene Države i SSSR bili zainteresovani da pomognu razvoj brane. Komplikacije su usledile zbog njihovog rivalstva tokom Hladnog rata, kao i zbog rastućih unutararapskih tenzija.
Godine 1955, Naser je tvrdio da je vođa arapskog nacionalizma, za razliku od tradicionalnih monarhija, posebno hašemitske kraljevine Irak nakon njenog potpisivanja Bagdadskog pakta 1955. godine. U to vreme SAD su se bojale da će se komunizam proširiti na Bliski istok i videle su Nasera kao prirodnog vođu antikomunističke prokapitalističke Arapske lige. Amerika i Ujedinjeno Kraljevstvo ponudile su da pomognu u finansiranju izgradnje Visoke brane, kreditom od 270 miliona dolara, u zamenu za Naserovo vođstvo u rešavanju arapsko-izraelskog sukoba. Iako se protivio komunizmu, kapitalizmu i imperijalizmu, Naser se identifikovao kao taktički neutralista i nastojao je da sarađuje i sa SAD i sa SSSR-om u korist Egipta i Arapa. Nakon što su UN kritikovale napad Izraela na egipatske snage u Gazi 1955. godine, Naser je shvatio da se ne može prikazati kao vođa panarapskog nacionalizma ako ne može vojno da brani svoju zemlju od Izraela. Pored svojih razvojnih planova, nastojao je da brzo modernizuje svoju vojsku i prvo se obratio SAD za pomoć.
Američki državni sekretar Džon Foster Dales i predsednik Dvajt Ajzenhauer rekli su Naseru da će ga SAD snabdevati oružjem samo ako se koristi u odbrambene svrhe i ako prihvati američko vojno osoblje za nadzor i obuku. Naser nije prihvatio ove uslove i konsultovao je SSSR za podršku.
Iako je Dals verovao da Naser samo blafira i da SSSR neće pomoći Naseru, pogrešio je: SSSR je Naseru obećao određenu količinu oružja u zamenu za odloženo plaćanje egipatskog žita i pamuka. Dana 27. septembra 1955. Naser je objavio sporazum o oružju, pri čemu je Čehoslovačka delovala kao posrednik za sovjetsku podršku. Umesto da napadne Nasera zbog okretanja Sovjetima, Dales je nastojao da poboljša odnose sa njim. U decembru 1955, SAD i UK su obećale 56 i 14 miliona dolara za izgradnju Visoke Asuanske brane.
Mada je češki sporazum o oružju stvorio podsticaj za SAD da investiraju u Asuan, Velika Britanija je navela taj sporazum kao razlog za ukidanje obećanja o finansiranju brane. Dalesa je više naljutilo Naserovo diplomatsko priznanje Kine, što je bilo u direktnom sukobu sa Dalesovom politikom obuzdavanja komunizma.
Nekoliko drugih faktora je doprinelo tome da su SAD odlučile da povuku svoju ponudu za finansiranje brane. Dales je verovao da SSSR neće ispuniti svoju obavezu vojne pomoći. Takođe je bio iritiran Naserovom neutralnošću i pokušajima da igra obe strane Hladnog rata. U to vreme, drugi zapadni saveznici na Bliskom istoku, uključujući Tursku i Irak, bili su ogorčeni što se Egiptu, uporno neutralnoj zemlji, nudi tolika pomoć.
U junu 1956. Sovjeti su ponudili Naseru 1,12 milijardi dolara uz kamatu od 2% za izgradnju brane. Američki Stejt department je 19. jula objavio da američka finansijska pomoć za Visoku branu „nije izvodljiva u sadašnjim okolnostima”.
Dana 26. jula 1956. godine, uz široko egipatsko priznanje, Naser je najavio nacionalizaciju Sueckog kanala koja je uključivala pravičnu nadoknadu za bivše vlasnike. Naser je planirao da prihodi od kanala pomognu u finansiranju izgradnje Visoke brane. Kada je izbio Suecki rat, Ujedinjeno Kraljevstvo, Francuska i Izrael zauzeli su kanal i Sinaj. Ali pritisak SAD i SSSR-a u Ujedinjenim nacijama i drugde primorao ih je da se povuku.
Godine 1958, SSSR je nastavio da pruža podršku projektu Visoke brane.
Tokom 1950-ih, arheolozi su počeli da izražavaju zabrinutost da će nekoliko velikih istorijskih lokaliteta, uključujući čuveni hram Abu Simbel, biti potopljeni vodom akumuliranom iza brane. Operacija spasavanja počela je 1960. godine pod Uneskom.
Uprkos svojoj veličini, Asuanski projekat nije materijalno naneo štetu egipatskom platnom bilansu. Tri sovjetska kredita pokrivala su praktično sve potrebe projekta u stranoj valuti, uključujući troškove tehničkih usluga, uvezenu opremu za proizvodnju i prenos energije, kao i uvezenu opremu za rekultivaciju zemljišta. Egipat nije bio ozbiljno opterećen otplatom kredita, od kojih je većina bila produžena na 12 godina sa kamatom po veoma niskoj stopi od 2-1/2%. Otplate SSSR-u predstavljale su samo mali neto odliv tokom prve polovine 1960-ih, a povećani prihodi od izvoza koji su proizašli iz useva uzgajanih na novozadobijenom zemljištu su u velikoj meri nadoknadili skromne otplate duga poslednjih godina. Tokom 1965–70, ova izvozna zarada iznosila je procenjenih 126 miliona dolara, u poređenju sa otplatom duga od 113 miliona dolara.

### Izgradnja i punjenje, 1960–1976
Sovjeti su takođe obezbedili tehničare i tešku mašineriju. Ogromnu branu od kamena i gline projektovao je sovjetski Hidroprojektni institut (рус. Гидропроект) zajedno sa egipatskim inženjerima. Oko 25.000 egipatskih inženjera i radnika doprinelo je izgradnji brana.
Prvobitno dizajnirana od strane zapadnonemačkih i francuskih inženjera tokom ranih 1950-ih i predviđena za finansiranje zapadnim kreditima, Asuanska visoka brana postala je najveći i najpoznatiji projekat inostrane pomoći SSSR-a nakon što su Sjedinjene Države, Ujedinjeno Kraljevstvo i Međunarodna banka za obnovu i razvoj (IBRD) je povukli svoju podršku 1956. Prvi sovjetski zajam od 100 miliona dolara za pokriće izgradnje brana za skretanje reke Nil produžen je 1958. Dodatnih 225 miliona dolara je odobreno 1960. za završetak brane i izgradnju postrojenja za proizvodnju električne energije, a nakon toga je oko 100 miliona dolara stavljeno na raspolaganje za rekultivaciju zemljišta. Ovi krediti od oko 425 miliona dolara pokrivali su samo devizne troškove projekta, uključujući plate sovjetskih inženjera koji su nadgledali projekat i bili odgovorni za instalaciju i testiranje sovjetske opreme. Pravu gradnju, započetu 1960. godine, uradile su egipatske kompanije po ugovoru sa Visokom upravom brana, a sve domaće troškove snosili su Egipćani. Učešće Egipćana u poduhvatu značajno je podiglo kapacitet i reputaciju njihove građevinske industrije.
Sa egipatske strane, projekat su vodili arapski izvođači Osmana Ahmeda Osmana. Relativno mladi Osman je ponudio upola manju cenu svog jedinog konkurenta.
- 1960: Početak izgradnje 9. januara[21]
- 1964: Završena prva faza izgradnje brane, akumulacija je počela da se puni
- 1970: Visoka brana, as-Sad el-Ali, završena je 21. jula[22]
- 1976: Rezervoar je dostigao kapacitet.

## Karakteristike brane i hidroelektrane
Sklapanje bilateralnog ugovora između Egipta i Sudana o raspodeli vodnih resursa Nila 1959. godine, omogućilo je početak gradnje Nove Asuanske brane (engl. High Aswan Dam). Gradnja započinje 7,3 km uzvodno od stare brane uz pomoć inženjera iz Sovjetskog Saveza, početkom 1960, a završava 1970. Dimenzije gotove brane su veličanstvene. Dužina 3 830 m od čega 520 m između obala reke, visina 111 m, širina 980 m na dnu i 40 m na vrhu. U branu je ugrađeno 43 miliona m³ materijala, što je 17 puta više nego što je ugrađeno u veliku piramidu u Gizi. Stvoreno je Naserovo jezero dužine skoro 600 km, prosečne širine 10 km, maksimalne širine 50 km, površine veće od 6 200 km²  i maksimalne dubine 182 m. Jezero se većim dijelom nalazi u Egiptu (5 250 km²) i taj se deo naziva jezero Naser, a manji deo se nalazi u Sudanu (970 km²), pod imenom jezero Nubija. Tako je stvoreno spremište vode koje sa delom namenjenim za slučajeve visokog vodostaja može pohraniti 162 km³ vode.
Veštačko jezero postepeno se punilo već tokom gradnje, a potpuno je napunjeno tek 6 do 7 godina nakon završetka gradnje. Instalirano je 12 električnih generatora pojedinačne snage 175 MW, a ukupne snage 2 100 MW.

### Prednosti
Poljoprivreda u Egiptu, s obzirom na vrlo male količine padavina potpuno zavisi od navodnjavanja. Gradnja brane omogućila je povećanje ukupnih obradivih površina i prelazak velikih poljoprivrednih površina sa sezonskog načina navodnjavanja zavisnog od protoka reke, na trajno navodnjavanje. Poljoprivredna proizvodnja postala je nezavisna od promenama protoka Nila, jer brana je omogućila ispuštanje pohranjene vode u jezeru tokom sušnih perioda, kada je dotok voda mali i pohranu viškova vode kada je dotok Nila preobilan, pa bi mogao izazvati velike poplave. Sve to omogućilo je na velikom delu poljoprivrednih površina dve, a na manjem delu površina čak tri žetve godišnje. Takođe su se masovnije mogle uzgajati i ekonomski atraktivnije vrste poput riže.
Smanjene promena u protoku reke osigurale su stalni vodostaj koji je pak omogućio poboljšanje rečnog prometa, što je pozitivno uticalo na razvoj transporta i turizma. Samo veštačko jezero dodatno se koristi kao ribolovno područje s godišnjim ulovom od 15 000 do 25 000 tona ribe. Udeo Asuanske brane u namirivanju ukupnih potreba Egipta za električnom energijom je 1970-tih bio oko 60%, a 1980-tih oko 50%. Dodatne količine energije posebno su dobro došle industriji opeke zbog povećane potražnje uzrokovane porastom stanovništva i urbanizacijom. Demografija Egipta 1976. je bila 36,6 milijona, 1986. 48,2 milijona i 2017. 93,2 milijona. 1998. brana je davala 15 % energije kada je bila populacija 61,3 milijona stanovnika.

### Nedostaci

#### Gubitak mulja
Izuzetna plodnost tla oko reke održavana je u prošlosti redovnim godišnjim poplavama koje su na tlo nanosile mulj kojim voda Nila obiluje upravo tokom sezone poplava. Gradnjom brane, 97% tog mulja sada se taloži i zadržava u veštačkom jezeru, a onaj mali ostatak mulja koji prođe još je dodatno kvalitativno izmenjen zbog promene postotnih udela veličinskih klasa čestica u njegovom sastavu. Da stvar bude još gora, 99,98% mulja koji se taloži u jezeru ostaje na početku jezera Nubia, što može uzrokovati probleme u celom sistemu puno ranije nego se to pre gradnje pretpostavljalo. Sprečavanje donošenja mulja rekom uzrokovalo je ceo niz problema. Zbog ubrzanog slabljenja kvaliteta i plodnosti tla postalo je neophodno korištenje sve većih količina veštačkih đubriva, čija proizvodnja troši velike količine energije, koja se velikim delom dobiva iz fosilnih goriva. Zavisnost današnje moderne proizvodnje hrane od energije, te posebno od fosilnih goriva postaje svetski problem, a Egipat bi time mogao biti posebno jako pogođen.

#### Povećanje erozije
Nedostatak mulja uzrokovao je eroziju obala i dna reke, te eroziju plodnog područja delte Nila, koja je popraćene salinizacijom tla delte zbog napredovanja mora. Problemi zbog manjka mulja doveli su i do smanjene produktivnosti mora jugoistočnog Mediterana, što je uzrokovalo pad ulova riba i rakova na tom području. Smanjenim ulovom u moru tako je uspešno poništena dobrobit ulova iz jezera, uz pojavu dodatnih problema. Na primer, ulov iz mora je pre lako dolazio do zainteresiranih potrošača u gusto naseljenom priobalju, za razliku od ulova iz jezera s kojim i danas ima problema oko plasmana na udaljena tržišta.

#### Povećana salinizacija
Zanimljivo je da i proizvodnja opeka, koja je imala koristi od energije iz hidrocentrale, sada zbog nedostatka mulja ima velikih problema s nabavom kvalitetne sirovine za njihovu proizvodnju. Pojačano navodnjavanje tla bez odgovarajuće izvedene drenaže, uzrokovalo je njegovu ubrzanu salinizaciju, izvlačenjem soli iz dubljih slojeva tla na površinu, te time i povećanje saliniteta Sredozemnog mora.

#### Povećanje bolesti
Regulacija protoka reke i trajno navodnjavanje tla pogodovali su povećanju učestalosti bolesti poput malarije i bilharzije. Već nakon gradnje prve brane učestalost bilharzije je povećana pet puta. Danas, u pet država uz Nil od bilharzije je obolelo više od 50% stanovništva, a u nekim navodnjavanim područjima čak 100%. Malarija i bilharzija su teške parazitarne bolesti s razarajućim socioekonomskim posledicama za područja u kojima se pojavljuju.

#### Povećanja politička nestabilnost
Prosečni godišnji protok Nila od 84 km³ vode, Egipat i Sudan su bilateralnim sporazumom podelili tako da 55,5 km3 pripada Egiptu, a 18,5 km³ Sudanu, što ukupno iznosi 74 km³ vode. Razlika od 10 km³ vode, odnosno 12% ukupne količine, predstavlja cenu sporazuma i napretka u opskrbi vodom za navodnjavanje, jer to je količina vode koja ispari sa velike površine veštačkog jezera koje je napravljeno usred pustinje. Gubici vode isparavanjem iz jezera i sa povećanih površina tla koje se navodnjava, uzrokuju smanjenje količine vode koja dolazi do delte Nila, što može dodatno ubrzati prodiranje mora i salinizaciju delte, koja je već ugrožena ubrzanom erozijom.
Treba spomenuti nezadovoljstvo preostalih sedam država zainteresiranih za vode Nila (Etiopija, Kongo, Uganda, Ruanda, Kenija, Burundi i Tanzanija), koje se nalaze uzvodno, a nisu bile konzultovane o gradnji. Ovde posebno treba istaknuti Etiopiju iz koje dolazi više od 80% vode Nila. Smanjena količina vode, uzrokovana isparavanjem iz jezera, može povećati opasnost od vojnog sukoba za vodu zainteresiranih država. Najnovije napetosti oko neravnopravne podele vodnih resursa Nila pojavile su se nakon 14. maja 2010. kada su Tanzanija, Uganda, Ruanda i Etiopija u Ugandi potpisale dogovor o osnivanju komisije za upravljanje vodama Nila. U narednih godinu dana očekuje se i potpisivanje dogovora od strane Kenije, Burundija i Konga.
Na dan potpisivanja dogovora Etiopija je pustila u pogon hidroelektranu Tane Beles (460 MW). Egipatski ministar za vodne resurse i navodnjavanje Mohamed Nasredin Alam odmah je izjavio da svaki takav projekt mora biti odobren od strane Egipta i Sudana, te da njihova količina vode koju koriste ne smije biti smanjena. Sukob se zasada zadržava na nivou egipatskih političkih pritisaka na države i potencijalne investitore u slične projekte koji se planiraju graditi na teritoriju tih država. Celu priču dodatno mogu pogoršati klimatske promene, čije posledice se već osećaju u tim državama.

## Galerija
- Spomenik Sovjetsko-Egipatskog prijateljstva
- Snimak brane sa satelita
- Egipatska sela su bila na dobitku izgradnjom asuanske brane, jer se poboljšalo navodnjavanje, a samim tim i biljke bolje uspevaju.
- Slika starog grada Vadi Halfa iz 1936. godine koji je poplavilo Naserovo jezero.
- Statua Ramzesa sa Velikog hrama u Abu Simbelu u procesu sklapanja nakon premeštanja na drugu lokaciju kako bi izbegla potapanje.

## Literatura
- Perennial irrigation and flood protection for Egypt. Reports of the Technical Commission on Reservoirs with a note by W.E. Garstin, under Secretary of State, Public Works Department. (1894) National Printing Office, Cairo.
- H. D. (јануар 1913). „The Assuan Dam”. Journal of the Royal African Society. 12 (46): 200—201. JSTOR 715871.
- Hanbury Brown, Irrigation; its principles and practice as a branch of engineering, Third Edition, London. 1920
- „The First Aswan Dam”. University of Michigan. Архивирано из оригинала 15. 6. 1997. г. Приступљено 2. 1. 2011.
- Rashed, Roshdi (2002-08-02), „Portraits of Science: A Polymath in the 10th Century”, Science, Science magazine, 297 (5582): 773, PMID 12161634, doi:10.1126/science.1074591
- Corbin, Henry (1993), History of Islamic Philosophy, Translated by Liadain Sherrard, Philip Sherrard, London; Kegan Paul International in association with Islamic Publications for The Institute of Ismaili Studies, стр. 149, ISBN 978-0710304162
- Andersen, Casper (2011-04-19). „The Philae Controversy—Muscular Modernization and Paternalistic Preservation in Aswan and London”. History and Anthropology (на језику: енглески). 22 (2): 203—220. ISSN 0275-7206. doi:10.1080/02757206.2011.558580.
- „Egypt bond”. Архивирано из оригинала 13. 05. 2005. г. Приступљено 22. 03. 2021.
- Roberts, Chalmers (децембар 1902), „Subduing the Nile”, The World's Work: A History of Our Time, V: 2861—2870, Приступљено 2009-07-10
- V. Novokshshenov, „Laboratory studies of the stone masonry in the Old Aswan Dam”. Архивирано из оригинала 26. 08. 2011. г. Приступљено 21. 02. 2024., Materials and Structures 1993, Vol. 26, pp. 103–110
- Frederic Courtland Penfield, Harnessing the Nile, Century Magazine, Century Magazine. 57 (4). фебруар 1899. Недостаје или је празан параметар |title= (помоћ)
- „Aswan Dam (1,2) Electric Hydro Power Plant”. Egypt Ministry of Energy and Electricity. Архивирано из оригинала 20. 7. 2011. г. Приступљено 2. 1. 2011.

## Spoljašnje veze
- „Visoka asuanska brana”. Архивирано из оригинала 8. 8. 2014. г.
- „Egipat: tragovima faraona”. Архивирано из оригинала 8. 8. 2014. г.
- -author= -